# 656 هـ
656 هـ هي سنة في التقويم الهجري امتدت مقابلةً في التقويم الميلادي بين سنتي 1258 و1259.

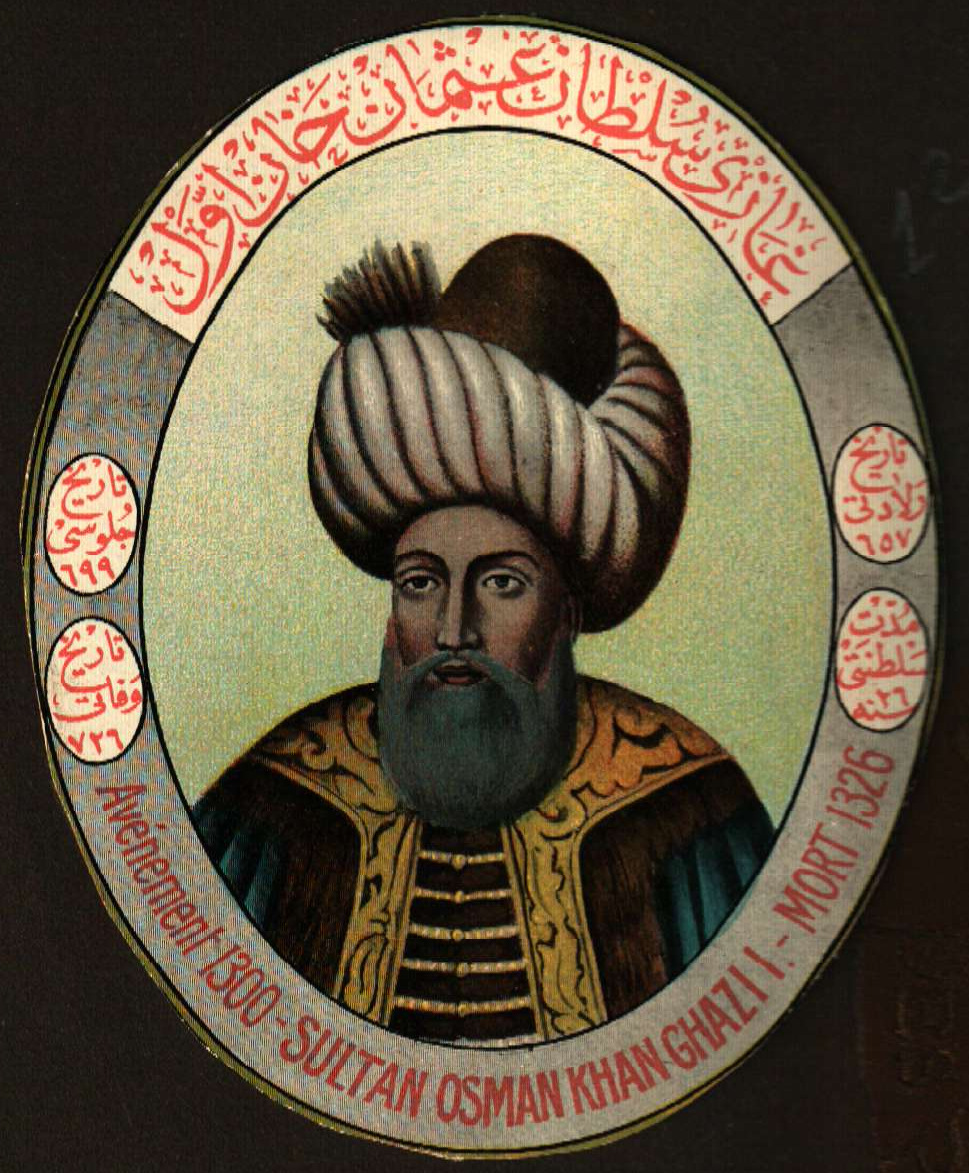
عثمان الأول

## أحداث
- مقتل الخليفة العباسي المستعصم بالله على يد هولاكو امبراطور المغول العظيم وسقوط الدولة العباسية الضعيفة وانتقالها إلى مصر.
- مولد عثمان بن أرطغل أول سلاطين الدولة العثمانية

## مواليد
'*مولد أول سلاطين الدولة العثمانية'عثمان بن أرطغل'
- عثمان الأول

## وفيات
- أحمد بن عمر بن إبراهيم القرطبي
- ابن عميرة المخزومي
- المنذري
- عبد الله المستعصم بالله
- أبو الحسن الشاذلي
- ابن أبي الحديد
- البهاء زهير
- مؤيد الدين بن العلقمي
- يحيى بن يوسف الصرصري

- مقتل الخليفة العباسي المستعصم بالله